# Porsche Engineering
A Porsche Engineering (Porsche Engineering Group GmbH) 1931-ben Ferdinand Porsche által alapított tervezőiroda, elsősorban autóipari fejlesztésekkel, tervezéssel foglalkoznak. A Porsche Engineering a Porsche AG 100%-os tulajdona. A vállalat székhelye Weissachban van, ezen kívül rendelkeznek telephellyel Bietigheim-Bissingenben, Wolfsburgban, Lipcsében, Prágában, Kolozsváron, Sanghajban és Nardòban.

## Tevékenység
A tervező iroda első nagyobb projektje a Volkswagen Bogár megtervezése volt Ferdinand Porsche vezetésével. A Porsche Engineering nem kizárólag a Porsche AG, illetve anyavállalata a Volkswagen konszern számára fejleszt, hanem külső megbízásokat is teljesít. Ilyen külső megbízások közül említésre méltó az 1937 és 1939 között a Daimler-Benz AG Ezüstnyilai számára fejlesztett motorkomponensek és a Mercedes-Benz T80-as sebességrekorder autó, 1981-ben az Airbus A300 cockpitje, ugyanebben az évben a Linde számára villástargonca tervezése, illetve 1983-ban Formula–1-es motor fejlesztése a McLaren MP4/2-es versenyautóhoz. 1990-ben a Mercedes-Benz W124-es modelljének csúcsváltozatát a Mercedes 500E-t készítették el, nagyon jelentősen átdolgozva az alapmodellt. A Mercedes 500E projekt érdekessége, hogy maga a gyártás is a Porsche AG zuffenhauseni összeszerelő üzemében zajlott. 2002-ben a Harley-Davidson számára terveztek egy V2-es vízhűtéses motorkerékpár erőforrást.
2012-ben megvásárolták a nardòi tesztpályát, ami egy négy kilométer átmérőjű 12,6 km hosszú körpálya, ahol évi 365 napban tudnak nagy sebességű teszteket végezni.